# گابی اسپینو
مری گابریلا «گابی» هاثورن روگرو، به نام گابی اسپینو، متولد ۱۵ نوامبر ۱۹۷۷ در کاراکاس (ونزوئلا)، یک هنرپیشه ونزوئلایی است.